# Bujanovac
Bujanovac (cirill betűkkel Бујановац, albánul Bujanoci) városa az azonos nevű község székhelye Szerbiában, a Pcsinyai körzetben.

## Önkormányzat és közigazgatás
A községhez tartozó települések:
- Baraljevac,
- Biljača,
- Bogdanovac (Bujanovac),
- Božinjevac,
- Borovac (Bujanovac),
- Bratoselce,
- Breznica (Bujanovac),
- Brnjare,
- Buštranje,
- Veliki Trnovac,
- Vogance,
- Vrban,
- Gornje Novo Selo,
- Gramada,
- Dobrosin,
- Donje Novo Selo,
- Drežnica,
- Đorđevac (Bujanovac),
- Žbevac,
- Žuželjica
- Zarbince,
- Jablanica (Bujanovac),
- Jastrebac (Bujanovac),
- Karadnik,
- Klenike,
- Klinovac (Bujanovac),
- Končulj,
- Košarno,
- Krševica,
- Levosoje,
- Letovica (Bujanovac),
- Lopardince,
- Lukarce,
- Lučane (Bujanovac),
- Ljiljance,
- Mali Trnovac
- Muhovac,
- Negovac,
- Nesalce,
- Oslare,
- Pretina,
- Pribovce (Bujanovac),
- Ravno Bučje,
- Rakovac (Bujanovac),
- Rusce,
- Samoljica,
- Sveta Petka,
- Sebrat,
- Sejace
- Spančevac,
- Srpska Kuća,
- Starac (Bujanovac),
- Suharno,
- Trejak
- Turija (Bujanovac),
- Uzovo,
- Čar

## Népesség
- 1948-ban 3 177 lakosa volt.
- 1953-ban 3 681 lakosa volt.
- 1961-ben 4 603 lakosa volt.
- 1971-ben 7 524 lakosa volt.
- 1981-ben 11 789 lakosa volt.
- 1991-ben 17 050 lakosa volt

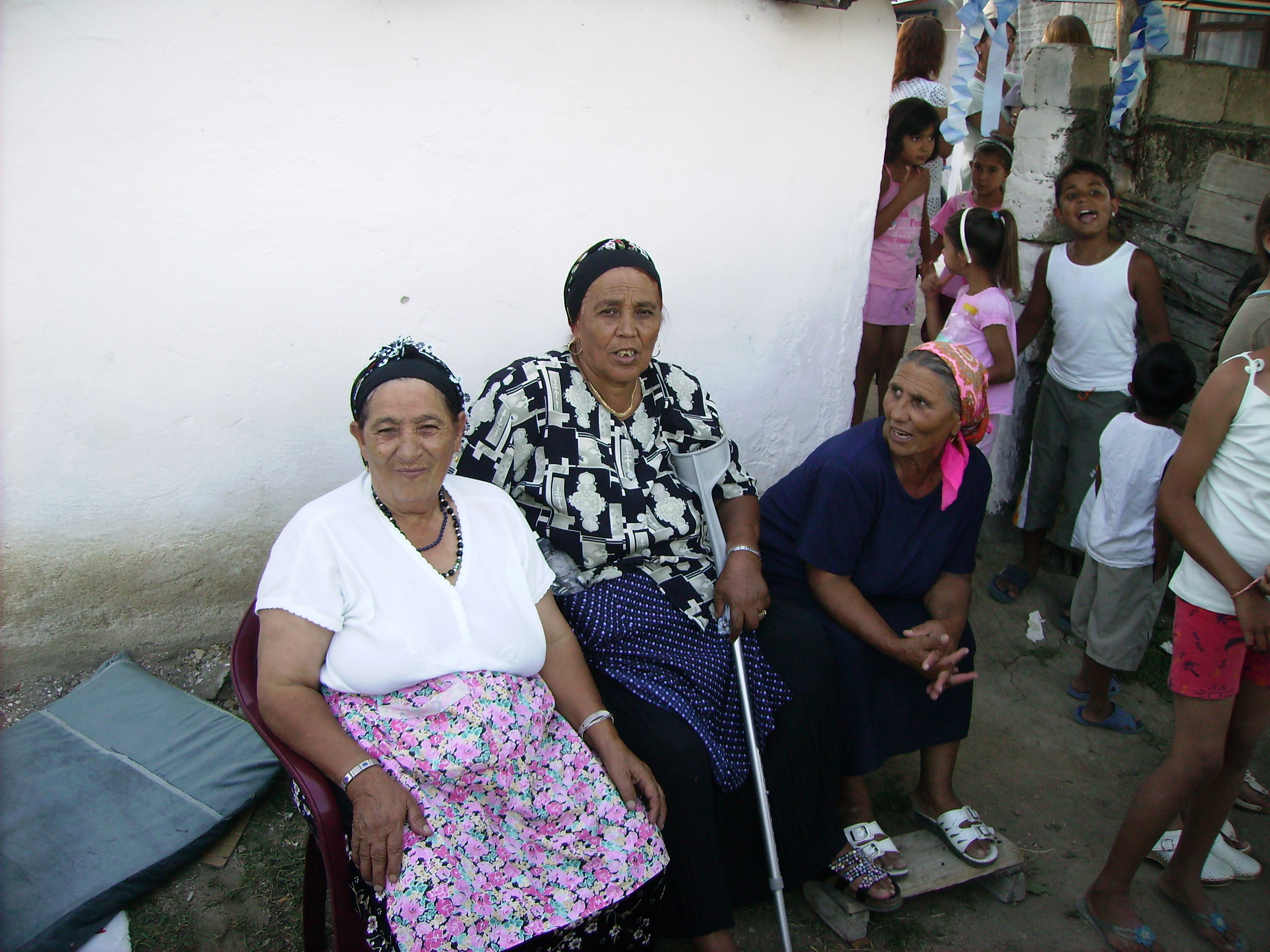
Bujanovaci romák

- 2002-ben 12 011 lakosa volt, melyből 4 329 szerb (36,04%), 3 859 cigány (32,12%), 3 590 albán (29,88%), 27 bolgár, 23 macedón, 10 gorai, 6 montenegrói, 4 muzulmán, 3 bosnyák, 2 horvát, 2 szlovén, 1 jugoszláv, 13 egyéb, 16 nem nyilatkozott, 36 régióbeli hovatartozású személy és 90 ismeretlen.

## Kultúra
2011. október 28-án nyílt meg a városban Dél-Szerbia első felsőoktatási intézménye, az Újvidéki Egyetem Szabadkai Közgazdasági Karának kihelyezett tagozata, ahol 69 albán, szerb és roma hallgató tanulhat saját anyanyelvén. A képzést Vajdaság Autonóm Tartomány kormánya finanszírozza.